# Listrophorinae
Listrophorinae – podrodzina roztoczy z grupy Psoroptidia i rodziny Listrophoridae.
Należą tu rozotcze nieprzekraczające 600 μm długości. Ich ciała są kształtu zbliżonego do walcowatego, co odróżnia je od Aplodontochirinae. Tarczka prodorsalna podzielona jest na tarczkę preskapularną i postskapularną. Pierwsza z nich przykrywa gnatosomę tak, że od góry jest całkiem niewidoczna. Na spodzie propodosomy leżą dwie pary klapowatych struktur powstałych z przekształcenia błon między nasadami pierwszej i między nasadami drugiej pary odnóży. Struktury te służą przyczepianiu się do ciała gospodarza. Odnóża mają wyraźne skleryty ambulakralne. Brak na nich solenidiów, czym różnią się od Aplodontochirinae. Na hysteronotum (grzbietowej powierzchni hysterosomy) może występować tarczka hysteronotalna.
Gatunki z tej podrodziny żyją w sierści ssaków. Występują w Eurazji, kontynentalnej Afryce i obu Amerykach, żerując na przedstawicielach drapieżnych, gryzoni, naczelnych, ryjkonosowych, ryjówkokształtnych, skąpoguzkowców, szczerbaków, wiewiórczaków i zajęczaków. W Polsce występuje tylko 9 gatunków z rodzajów: Afrolistrophorus, Leporacarus, Listrophorus i Lynxacarus.
Do podrodziny tej należy według stanu na 2010 rok 167 gatunków. Zgrupowane są w 19 rodzajach:
- Aeromychirus Fain, 1972
- Afrolistrophorus Fain, 1970
- Amlistrophorus Fain, 1976
- Asiochirus Fain, 1970
- Carnilistrophorus Fain, 1980
- Dubininetta Fain et Lukoschus, 1978
- Echinosorella Fain, 1980
- Geomylichus Fain, 1970
- Hemigalichus Fain, 1970
- Leporacarus Fain, 1970
- Listrophorus Pagenstecher, 1861
- Lynxacarus Radford, 1951
- Metalistrophorus Fain, 1970
- Olistrophorus McDaniel et Whitaker, 1972
- Prolistrophorus Fain, 1980
- Pteromychirus Fain, 1980
- Quasilistrophorus Fain, Whitaker et Lukoschus, 1978
- Sciurochirus Fain, 1972
- Sclerolistrophorus Fain, 1976